# Statliga historiska museet
Statliga historiska museet (ryska: Государственный Исторический музей) är ett museum vid Röda torget i Moskva i Ryssland. Statliga historiska museet startade sin verksamhet den 21 februari 1872 och öppnade den första utställningen den 27 maj 1883.
Utställningarna visar allt från relikter från förhistoriska ryska stammar till ovärderliga konstföremål som varit i tsarsläkten Romanovs ägo. 

### Fotnoter
1. ↑  hämtat från: engelskspråkiga Wikipedia.[källa från Wikidata]
2. ↑  ”The State Historical Museum” (på engelska). Museums in Russia. Arkiverad från originalet den 3 november 2013. https://web.archive.org/web/20131103053425/http://www.russianmuseums.info/M414. Läst 1 oktober 2017.